# 佩格拉姆 (愛達荷州)
佩格拉姆（英語：Pegram）是位於美國愛達荷州貝爾萊克縣的一個非建制地區。該地的面積和人口皆未知。

## 地理
佩格拉姆的座標為42°08′34″N 111°07′44″W / 42.14278°N 111.12889°W，而該地的平均海拔高度為1839米（即6033英尺）。